# エドガー・ルビン
エドガー・ジョン・ルビン (Edgar John Rubin、1886年9月6日 - 1951年5月3日) は、デンマーク・コペンハーゲン出身の心理学者。ルビンの壺で知られる。

## 略歴・人物
1904年から1911年までコペンハーゲン大学で哲学と心理学を学び、ドイツのゲッティンゲン大学に留学する。その後、図と地に関する古典的実験を行い、1915年に学位を得て、翌年デンマークに帰国し母校の講師となった後に、コペンハーゲン大学教授となる。1915年に図と地に関する研究をデンマーク語で発表したものの、すぐには注目されず、ドイツ語版が出版されてからゲシュタルト心理学に取り入れられ心理学に大きな影響を与えた。

## 著書
- Visuell wahrgenommene Figuren : Studien in psychologischer Analyse. Gyldendalske boghandel. (1921). NCID BA50524798